# Moritz Meurer (Theologe)
Moritz Meurer (* 3. August 1806 in Pretzsch (Elbe); † 10. Mai 1877 in Callenberg) war ein deutscher lutherischer Theologe und Kirchenhistoriker.

## Leben
Der Sohn des Justizbeamten Gottlob Friedrich Meurer (1766–1836) und der Johanna Dorothea Sophia (geb. Küchler) verlebte ab 1811 seine Kinderjahre in Wermsdorf, wo er mit seinen Eltern die Befreiungskriege erlebte. Danach hatte er 1819 die Fürstenschule Grimma besucht und widmete sich 1825 bis 1828 einem Studium der Theologie an der Universität Leipzig. In Leipzig assistierte er am 4. April 1827 August Hahn bei seiner Habilitationsdisputation über das Wesen des Rationalismus (de rationalismi qui dictur vera indole). Hahn verdankte er in der Folge manche Anregung. Nach bestandener Kandidatenprüfung wirkte er vier Jahre lang als Hauslehrer des Superintendenten Heinrich Leonhard Heubner in Wittenberg.
In Wittenberg wurde bei ihm, unter anderem durch seinen Schwager Heinrich Eduard Schmieder, ein reges Interesse an der Reformationsgeschichte geweckt, welches ihn lebenslang begleiten sollte. Nachdem er nach einer Krankheit längere Zeit im Elternhaus erholen musste, fand er eine Anstellung als Interimslehrer im Seminar in Weißenfels. Bald aber wurde er wieder nach Sachsen zurückberufen, wo er 1834 ein Diakonat in Waldenburg und Pastorat in Schwaben (heute OT Waldenburg) übernahm. 1834 stieg er in Waldenburg zum Archidiakonat auf, wurde 1841 Pfarrer in Callenberg und blieb der dortigen Gemeinde bis zu seinem Lebensende treu.
Moritz Meurer war der Bruder des Pharmakologen Friedrich Meurer (1792–1866).

## Wirken
Meurer der sich zwei Mal als Assistent an der Kirchenvisitation der Ephorien der sächsischen Landeskirche beteiligt hatte, war auch Mitglied der Landessynode, 1871, sowie 1876, Abgeordneter, die sich unter anderem auch mit der Frage eines Bibelauszuges beschäftigte. Er war zudem Mitglied der von Rudelbach begründeten Muldentaler Konferenz, in der sich die konfessionell-lutherischen Pastoren Sachsens sammelten. Er hatte in den Jahren 1840 bis 1847 ein kirchliches Gemeindeblatt „Der Pilger aus Sachsen“ herausgegeben und übernahm 1861 die Redaktion des sächsischen Kirchen und Schulblatts, des damals einzigen Organs der Landeskirche, welches er zwölf Jahre lang in dieser Funktion begleitete. Daneben hatte er Zeit gefunden sich auch Literarisch zu betätigen. Sein bedeutendes Werk ist Luthers Leben aus den Quellen erzählt, welches in einer Trilogie von drei Bänden von 1845 bis 1846 beim Verlag Justus Naumann in Leipzig erschien und später als Einzelband in der zweiten (1852) und dritten Auflage (1870) herauskam.
Von der ersten Auflage wurde eine englische Übersetzung 1848 in New York gedruckt, auch wurde dies ins finnische übersetzt. Zudem verfasste er auch die Lebensgeschichten von Philipp Melanchthon, von Johannes Bugenhagen, von Katharina von Bora, von Nikolaus Hausmann und von Friedrich Myconius. 1855 leitete er den Neubau der Kirche in Callenberg und legte Ausstellungen zur kirchlichen Kunstgeschichte an. 1850 war er Mitbegründer der Dresdner Pastoralkonferenz, war Teilnehmer der 1859 begründeten Meißner Konferenz und erhielt am 12. April 1875 das Ritterkreuz des sächsischen Verdienstordens. Die theologische Fakultät der Leipziger Hochschule verlieh ihm 1855 ehrenhalber das Lizentiat.

## Familie
Meurer war zwei Mal verheiratet. 1834 verheiratete er sich in Wittenberg mit Friederike Charlotte Petzold (1808-April 1848). Seine zweite Ehe schloss er im 1852 mit Wilhelmine Auguste Hartenstein (* 1822). Von seinen Kindern ist bekannt:
- Friederike Christiane Bathoni (* u. † 1835)
- Johanne Friederike Theodora (* 1836)
- Gottlob Friedrich (* 1838)
- Gottlob Moritz (* 9. April 1839 in Waldenburg; † 3. November 1916 Dresden), Kunstmaler
- Gottlob Siegfried (* 8. September 1840 in Waldenburg; † 4. Mai 1926 in Dresden), Ingenieur und Fabrikbesitzer
- Anna Regina (* u. † 1841)
- Anna Renate (1842–1936)
- Gottlob Coelestin (1844–1921), Kaufmann
- Gottlob Reinhard (1845–1893), Gärtnereibesitzer
- Antonie Elisabeth (* 1846)
- Dorothee (* u. † 1848)

## Werke
Meurers Werkschaffen umfasst neben einigen Predigten, einzelne Artikel in Herzogs Realencyklopädie, Aufsätze in der Evangelischen Kirchenzeitung, im christlichen Kunstblatt, in der wissenschaftlichen Beilage der Leipziger Zeitung und anderen Journalen. Hinzu kommen folgende erschienenen Bücher:
- Moses der Knecht Gottes. Leipzig 1836 (Online)
- Der Tag zu Schmalkalden und die Schmalkaldener Artikel. Leipzig 1837 (Online)
- Luthers Leben aus den Quellen erzählt. 3. Bd. Leipzig 1845–1846, (Englisch als The life of Martin Luther: related from original authorities) New York 1848 (Online), 2. Aufl. Leipzig 1852 (Online), 3. Aufl. Leipzig 1870 herauskam.
- Luther als Jubelfestprediger. Leipzig 1839
- Martin Luthers letzte Lebenstage, Tod und Begräbnis. Leipzig 1846
- Luthers Leben für christliche Leser insgemein. Leipzig 1850, 1861 (Online)
- Katharina Luther, geb. von Bora. 1. Aufl. 1854 (Online), 2. Aufl. 1873
- Die St. Katharinenkirche zu Callenberg: nach ihrem im Jahre 1859 vollendeten Neubaue. Leipzig 1859
- Philipp Melanchthon's Leben: für christliche Leser insgemein aus den Quellen erzählt. 1. Aufl. 1860, 2. Aufl. 1869
- Das Leben der Altväter der lutherischen Kirche. 4. Bd. 1. Aufl. 1861–1864, 3. Bd. 1863 (Online), 2. Aufl. 2. Bd. 1. Abt. 1869 (Online), 2. Bd. 2. Abt. 1869 (Online)
- Johann Bugenhagen. 2. Bd.; Bd. 2, 2. 1862
- Nikolaus Hausmann. 3. Bd.
- Friedrich Myconius. 4. Bd.
- Der Altarschmuck, ein Beitrag zur Paramentik der evangelischen Kirche. Leipzig 1867
- Bericht über die im Jahre 1863 in Hohenstein bei Chemnitz stattgefundene Ausstellung von kirchlichen Kunst- und Gewerbeerzeugnissen. Leipzig 1864
- Der Kirchenbau vom Standpunkt und nach dem Brauche der evangelische-lutherischen Kirche vom Jahre 1877.

## Weblink
- Hans Pankotsch: Meurer, Moritz. In: Institut für Sächsische Geschichte und Volkskunde (Hrsg.): Sächsische Biografie.

| Personendaten    | Personendaten                                         |
| ---------------- | ----------------------------------------------------- |
| NAME             | Meurer, Moritz                                        |
| KURZBESCHREIBUNG | deutscher lutherischer Theologe und Kirchenhistoriker |
| GEBURTSDATUM     | 3. August 1806                                        |
| GEBURTSORT       | Pretzsch (Elbe)                                       |
| STERBEDATUM      | 10. Mai 1877                                          |
| STERBEORT        | Callenberg                                            |